# Józef Mazuś

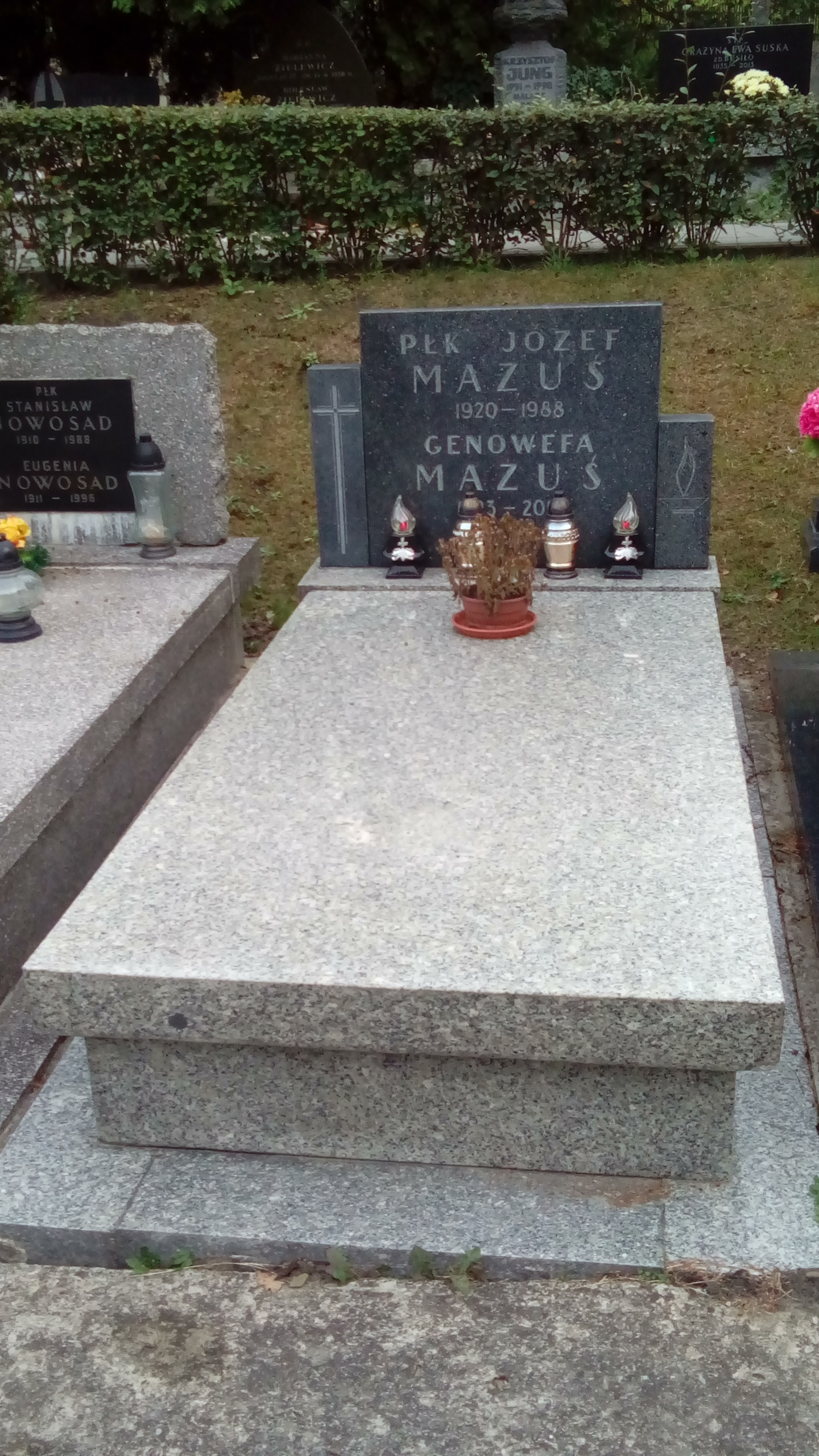
Grób Józefa Mazusia na Cmentarzu Wojskowym na Powązkach

Józef Mazuś (ur. 16 grudnia 1920 w Lubartowie, zm. 19 października 1988) – oficer aparatu bezpieczeństwa PRL.

## Życiorys
Do 1939 ukończył 3 klasy szkoły zawodowej, a w 1944 szkołę średnią na tajnych kompletach w Leśnej Podlaskiej. 25 lipca 1944 został milicjantem nowo utworzonej komendy Milicji Obywatelskiej w Lublinie, 16 września 1944 funkcjonariuszem Komendy MO województwa warszawskiego w Otwocku. Następnie był milicjantem w komisariacie MO w Pruszkowie i ponownie w Otwocku, a od 5 marca 1947 starszym referentem w Służbie Zewnętrznej Komendy MO powiatu sochaczewskiego. 2 października 1947 został zwolniony na własną prośbę. Został funkcjonariuszem aparatu bezpieczeństwa, w związku z czym 16 marca 1948 powierzono mu funkcję komendanta ochrony Wojewódzkiego Urzędu Bezpieczeństwa Publicznego w Wejherowie.
2 sierpnia 1948 ukończył trzymiesięczny Kurs Szkoły Zawodowej Wojewódzkiego Urzędu Bezpieczeństwa Publicznego w Gdańsku, po czym został referentem Referatu V PUBP w Wejherowie, a 1 lipca 1949 Sekcji 5 PUBP. Od 1 września 1949 był starszym referentem Sekcji 5 Wydziału V WUBP w Gdańsku, od 15 stycznia 1950 kierownikiem Sekcji 1 tego wydziału, od 1 października 1950 szefem PUBP w Kartuzach, a 1 maja 1951 powrócił na poprzednie stanowisko. 1 marca 1953 został naczelnikiem Wydziału XI WUBP w Gdańsku. 1 sierpnia 1954 przeniesiony do Centrali MBP w Warszawie, został kierownikiem Sekcji 3 Wydziału I Departamentu XI MBP, a 1 kwietnia 1955 kierownikiem Sekcji 1 Wydziału I tego departamentu w Komitecie ds. Bezpieczeństwa Publicznego (KdsBP).
Od 1 kwietnia 1956 był starszym oficerem operacyjnym sekcji 1 Wydziału V Departamentu VI KdsBP, od 28 listopada 1956 starszym oficerem operacyjnym Wydziału VI Departamentu II MSW, od 1 listopada 1959 starszym oficerem operacyjnym Wydziału V Departamentu II MSW, a od 1 lipca 1960 pełnił obowiązki naczelnika Wydziału IV Biura Rejestracji Cudzoziemców MSW. 1 grudnia 1960 został inspektorem Grupy Rezerwowej przy Departamencie Kadr i Szkolenia MSW, od 1 VII 1961 starszym oficerem operacyjnym Wydziału VI Departamentu II MSW, od 1 września 1961 starszym oficerem operacyjnym Wydziału V Departamentu II MSW. Od 15 stycznia do 17 grudnia 1964 był członkiem Polskiego Przedstawicielstwa w Międzynarodowej Komisji Nadzoru i Kontroli w Indochinach, od 12 lutego 1965 inspektorem przy Kierownictwie Departamentu IV MSW, a od 1 kwietnia 1967 do 20 września 1969 inspektorem Wydziału I Departamentu IV MSW. Następnie został zwolniony ze służby.
Pochowany jest na wojskowych Powązkach (kwatera HIII-3-26).

## Odznaczenia
- Krzyż Kawalerski Orderu Odrodzenia Polski (1964)
- Złoty Krzyż Zasługi (1959)
- Srebrny Krzyż Zasługi (dwukrotnie, 1946 i 1952)
- Medal Zwycięstwa i Wolności 1945 (1949)
- Medal 10-lecia Polski Ludowej (1955)
- Medal „Za udział w walkach w obronie władzy ludowej” (1988)
- Złota Odznaka Za zasługi w ochronie porządku publicznego
- Odznaka 10 Lat w Służbie Narodu (1954)
- Odznaka 20 Lat w Służbie Narodu (1964)